# هارالد نیکل
هارالد نیکل (انگلیسی: Harald Nickel؛ (زاده ۲۱ ژوئیه ۱۹۵۳ – درگذشته ۴ اوت ۲۰۱۹)) بازیکن فوتبال اهل آلمان بود.
از باشگاه‌هایی که در آن بازی کرده‌است می‌توان به باشگاه فوتبال استاندارد لیژ، باشگاه فوتبال بازل، باشگاه فوتبال آرمینیا بیله‌فلد، باشگاه فوتبال آینتراخت براونشوایگ، و باشگاه فوتبال بروسیا مونشن‌گلادباخ اشاره کرد.
وی همچنین در تیم‌های ملی فوتبال West Germany B آلمان بازی کرده‌است.